# Dianra (Côte d'Ivoire)

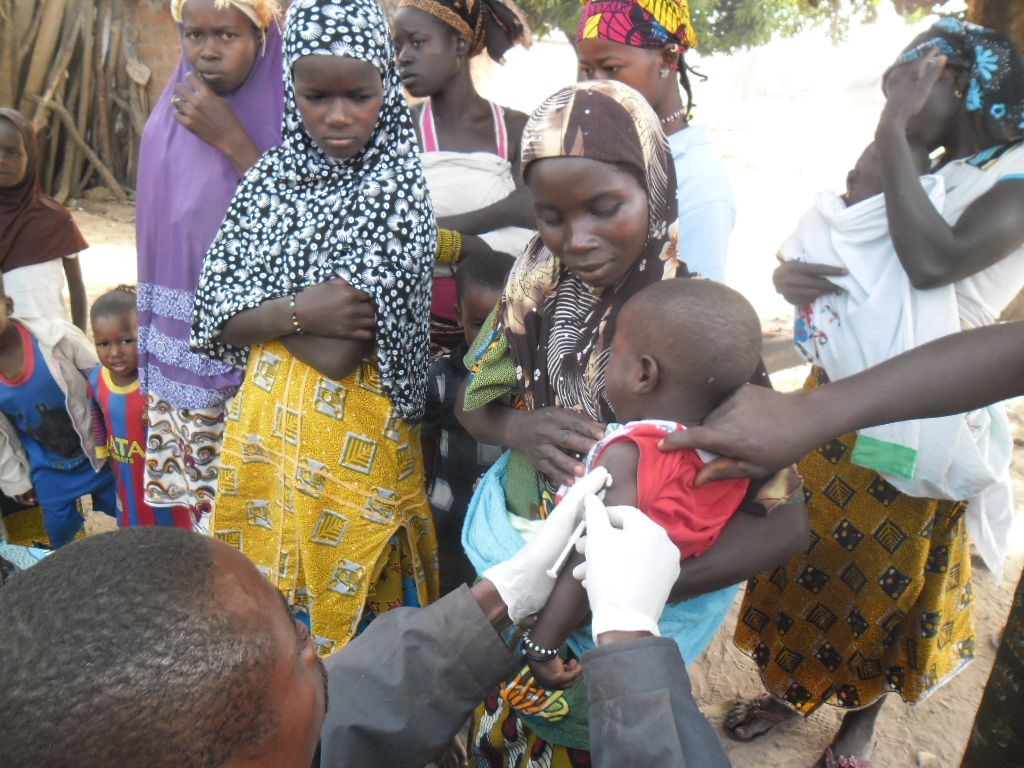
Campagne de vaccination à Yérétiélé.

Pour les articles homonymes, voir Dianra.
Dianra est une localité du centre de la Côte d'Ivoire, et appartenant au département de Mankono, région du Béré . La localité de Dianra est un chef-lieu de commune.